# Hunucmá (kommun)
Hunucmá är en kommun i Mexiko.   Den ligger i delstaten Yucatán, i den östra delen av landet, 1 000 km öster om huvudstaden Mexico City. Antalet invånare är 30 731. Arean är 599 kvadratkilometer.
Terrängen i Hunucmá är mycket platt.
Följande samhällen finns i Hunucmá:
- Hunucmá
- Sisal
- San Antonio Chel